# Teredo tunneling
O Teredo é o IPv6 Nat Traversal, foi desenvolvido como uma medida temporária que permite que aparelhos sem suporte a IPv6 aproveitem a conectividade do protocolo, ao empacotar pacotes IPv6 dentro de datagramas IPv4.